# Kelvin Burt
Kelvin Burt (Birmingham, 7 de septiembre de 1967) es un expiloto de automovilismo británico. Ganó la Fórmula Vauxhall Lotus en 1991, la Fórmula 3 Británica en 1993, con nueve victorias en 14 carreras, y el Campeonato Británico de GT en 2001. También destacó en el Campeonato Británico de Turismos, donde logró victorias y compitió para los equipos de Andy Rouse y Tom Walkinshaw Racing, y en el Campeonato Japonés de Turismos. Se retiró en 2007.
Fue probador de los equipos de Arrows y Jordan Fórmula 1 tras su título en la F3.

## Resultados

### Turismo Competición 2000
| Año  | Equipo                | Auto              | 1  | 2   | 3   | 4   | 5  | 6   | 7  | 8   | 9  | 10  | 11 | 12  | 13  | 14  | Res. | Puntos |
| ---- | --------------------- | ----------------- | -- | --- | --- | --- | -- | --- | -- | --- | -- | --- | -- | --- | --- | --- | ---- | ------ |
| 2004 |                       |                   | GR | VIE | SJU | PAR | SL | OBE | AG | CON | RC | SRA | BB | BA  | RAF | MDP | -    | -      |
| 2004 | Toyota Team Argentina | Toyota Corolla IX |    |     |     |     |    |     |    |     |    |     |    | Ret |     |     | -    | -      |